# Conistra glabroides
Conistra glabroides là một loài bướm đêm trong họ Noctuidae.